# Hualintempel van Guangzhou
De Hualintempel van Guangzhou is een boeddhistische tempel in Guangzhou, Guangdong, Volksrepubliek China.
De tempel werd in 526 gebouwd, ten tijde toen Bodhidharma naar Guangzhou kwam. In 1957 renoveerde het stadsbestuur de hal van de vijfhonderd arhats. De tempel staat sinds 1963 op de lijst van beschermde historische erfgoederen van de stad. De tempel werd beschadigd tijdens de Culturele Revolutie. In 1989 werden religieuze activiteiten weer toegestaan en kon de tempel zich langzaam herstellen. Vijf jaar later begonnen de grote renovaties.
De tempel bevat een beeld van Bodhidharma. Op het tempelcomplex staat een zeven meter hoge pagode.